# Moenkhausia phaeonota
Moenkhausia phaeonota är en fiskart som beskrevs av Fink, 1979. Moenkhausia phaeonota ingår i släktet Moenkhausia och familjen Characidae. Inga underarter finns listade i Catalogue of Life.